# Volant cap a Rio de Janeiro
 Volant cap a Rio de Janeiro  (original:Flying Down to Rio) és una pel·lícula estatunidenca de 1933, dirigida per Thornton Freeland i doblada al català.

## Argument
Roger Bond, el director d'una flota d'avions té problemes amb la seva plantilla per culpa dels embolics entre els seus nois i les dones. Quan li ofereixen un contracte per viatjar a Rio de Janeiro, sorgeixen problemes perquè ara és ell el que s'enamora d'una jove que ja està promesa.

## Repartiment
- Dolores del Rio: Belinha De Rezende
- Gene Raymond: Roger Bond
- Fred Astaire: Fred Ayres
- Ginger Rogers: Honey Hale
- Raul Roulien: Julio Ribeiro
- Blanche Friderici: Doña Elena de Rezende
- Walter Walker: Señor Carlos De Rezende
- Etta Moten: El Cantant Carioca
- Roy D'arcy, Maurice Black, Armand Kaliz: Membres del sindicat grec
- Reginald Barlow: Alfredo Vianna, el banquer
- Eric Blore: M. Butterbass
- Luis Alberni (no surt als crèdits): El director del casino a Rio

## Al voltant de la pel·lícula
Probablement la pel·lícula més cèlebre de l'estrella mexicana Dolores del Río en la seva etapa de Hollywood. Va ser a més, la cinta que va catapultar Fred Astaire i Ginger Rogers com la parella de ballarins per excel·lència de Hollywood. La pel·lícula va ser nominada en els Premis Oscar de l'Acadèmia com a millor banda sonora original el 1934 pel tema "La Carioca". Destacar la presència de l'actor i director de cinema mexicà Emilio Fernández com a extra en un número musical.

## Números musicals
Incloent :
- Flying Down to Rio cantat per Fred Astaire, ballat per Ginger Rogers i els cors
- Music Makes Me cantat per Ginger Rogers, ballat per Fred Astaire
- Orchids in Moonlight, cançó de Raul Roulien, ballat per Fred Astaire i Dolores del Río
- The Carioca Cançó d'Alice Gentle, Movita Castaneda i Etta Moten, ballat per Ginger Rogers, Fred Astaire i els cors